# Антон Николов
Антон Николов е български актьор.

## Биография
Роден е на 9 януари 1985 г.
Той започва кариерата си като водещ на музикална телевизия „ММ“, а през 2012 г. завършва НАТФИЗ „Кръстю Сарафов“ със специалност „Актьорско майсторство за куклен театър“ в класа на проф. Жени Пашова и доц. Петър Пашов.
Играе в театралния спектакъл „Танго“ и детското куклено представление „Елхата“ от Туве Янсон.
Николов има няколко участия в български и чужди продукции, измежду които са „Столичани в повече“, „Стъклен дом“, „Къде е Маги?“, „Седем часа разлика“, „Секс, лъжи и ТВ: Осем дни в седмицата“ и „Връзки“, „Пътят на честта“, „Откраднат живот“ и „Братя“.
Участва и в телевизионните билборд реклами на „Кредисимо“, „Социете Генерал Експресбанк“, „Банка ОББ“, „Мтел“, „Виваком“ и други.
Също така е водещ на обществените и корпоративните събития на „Нестле България“, „Фокс“, „Нешънъл Джиографик“ и др.
През началото 2019 г. Николов издава първата си песен „Обичам те“.
Той е преподавател в актьорската школа за деца „МАМОТО“.

## Филмография
Чуждестранни продукции
- „J'étais à Nüremberg“ (2010) – Ван Папен
- „Action Team“ (2018) – Водещ

Български продукции
Гунди – Легенда за любовта (2024) - Пламен Янков
- „Столичани в повече“
- „Стъклен дом“
- „Седем часа разлика“
- „Къде е Маги?“
- „Връзки“ (2015) – Телевизионен водещ
- „Четка напоена в кармин“ (2016, документален) – Джордан
- „Кредит“ (2015, късометражен) – Работник
- „Пътят на честта“ (2019)
- „Откраднат живот“ (2020)
- „Братя“ (2021) – Явор
- „Много мой човек“ (2023) – Кънчев

## Интервюта
1. 17 януари 2022 г. – „100% будни“, БНТ 1[9][10]

## Гостувания в телевизионни предавания
1. 30 октомври 2019 г. – „Следобед с БСТВ“, БСТВ[11]
2. 13 декември 2019 г. – „Следобед с БСТВ“, БСТВ[12]
3. 16 юни 2020 г. – „Следобед с БСТВ“, БСТВ[13]
4. 15 март 2022 г. – „Нашият следобед с БСТВ“, БСТВ[14]

## Дублаж
- „Мики Маус“, други гласове 2023
- „Детективска агенция Ласе и Мая“, 2023
- „Снежната булка“, 2022
- „Скритите съкровища на Народния театър – дигитално достъпни“ – Народен театър Иван Вазов 2023/2024